# 浦和中央交通

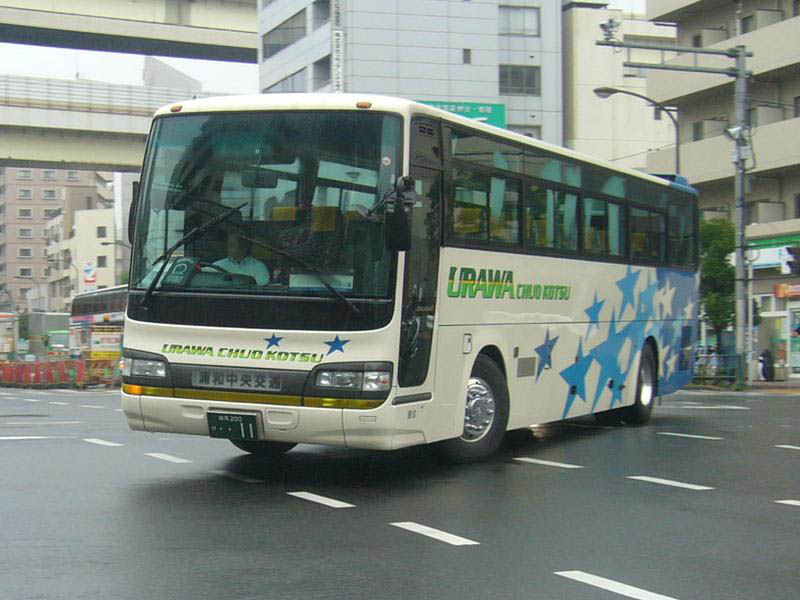
車両

浦和中央交通株式会社（うらわちゅうおうこうつう）は、かつて存在した貸切バス事業者。埼玉県さいたま市南区曲本3丁目5-12に本社を置き、ツアーバスの運行を行っていた。
同じ埼玉県内の坂戸市に現存する埼玉中央観光バス、川口市峯992-1に現存する「中央交通株式会社」とは無関係。また、後述のとおりネオプランの車両を導入していたが、日本におけるネオプランの輸入元となった大阪の貸切バス会社中央交通とも無関係である。

## 概要
かつてツアーバスとして主にオリオンツアーの東京 - 仙台間、東京 - 関西間などの便の運行を担当していたほか、各種ツアーバスの運行も受託していたため、全国で車両を見ることができた。バス車両は白地をベースに星マークが散りばめられたカラーリングで、キャッチフレーズは「星がみちびく好奇心」であった。
2005年9月26日、同社保有の大型観光バス車両（三菱ふそう製）が千葉県柏市内の常磐自動車道上り線を走行中に突然出火、乗客42人と乗務員（運転手と添乗員）2人が高速道路の路肩を歩いて避難する事故が発生。事故車両はディーゼル排ガス規制対応のためDPFを装着しており、出火原因をめぐって車両メーカーおよびディーラー（埼玉三菱ふそう自動車販売）と、DPF装置販売元の三井物産の見解が対立した。
また同2005年11月には、自社で保有するバスの排ガス規制を逃れるため車庫飛ばしを行ったとして同社千葉営業所が捜査され、社長および元営業課長、元整備管理係長の社員が電磁的公正証書原本不実記録・同供用罪容疑で逮捕される不祥事が発生した。
2009年1月15日、さいたま地方裁判所に自己破産手続を申立、経営破綻した。

## 車両
大型観光バスでは、三菱ふそう製のエアロキング、エアロクィーンIII、9m大型車のエアロバスMMなどが在籍。西工C型車体架装の三菱車 (U-MS821P) も存在した。日野自動車製の車両は、初代セレガ、セレガR、2代目セレガが在籍した。
中型・小型車は日野・レインボー7M、日野・リエッセ、マイクロバスのトヨタ・コースターなどが在籍した。
また輸入車では、ネオプランの大型観光バススペースライナー、トランスライナー（スーパーハイデッカー）を導入していた。
2004年に放映されたテレビドラマ『プライド』作中において、木村拓哉が演じる主人公が在籍するアイスホッケーチーム「ブルースコーピオンズ」のチームバスという設定で、当時在籍していた日野・セレガRが登場した。